# Wolf von Sponheim
Die Wolf von Sponheim (auch „Spanheim“) waren ein Adelsgeschlecht mit Besitzungen im Rhein-/Mosel-/Nahe-Raum. Möglicherweise waren sie eine Seitenlinie der Grafen von Sponheim.

## Geschichte
Erster nachweisbarer Vertreter des Geschlechtes ist Emich genannt Wolf von Spanheim, der 1341 in den Besitz der Burggrafschaft zu Waldböckelheim kommt. Möglicherweise ist er ein illegitimer Nachkomme von Emich von Sponheim, der Mainzer Domherr und Archidiakon von Brabant im Bistum Lüttich († 1325/1328) war.
Heinrich Wolf von Sponheim ist im frühen 15. Jahrhundert als Schultheiß und Schöffe in Ingelheim nachweisbar. Auch Siegfried Lander von Spanheim († 1424), Deutschordens-Landmeister in Livland, ein Neffe des Deutschordensritterbruders Thammo Wolf von Spanheim, gehörte wahrscheinlich der Familie an.
Das Geschlecht teilt sich im späten 15. Jahrhundert mit Heinrich und Johann Wolf von Sponheim in zwei Äste, die beide um 1700 aussterben.

## Wappen
Ein in Rot und Gold geschachter Schild mit weißem Obereck (mal rechts, mal links), darin ein schwarzer Adler oder Doppeladler. Helm: Zwei weiße Federbüsche auf einem roten Hut, der eine rot-gold geschachte Krempe trägt.

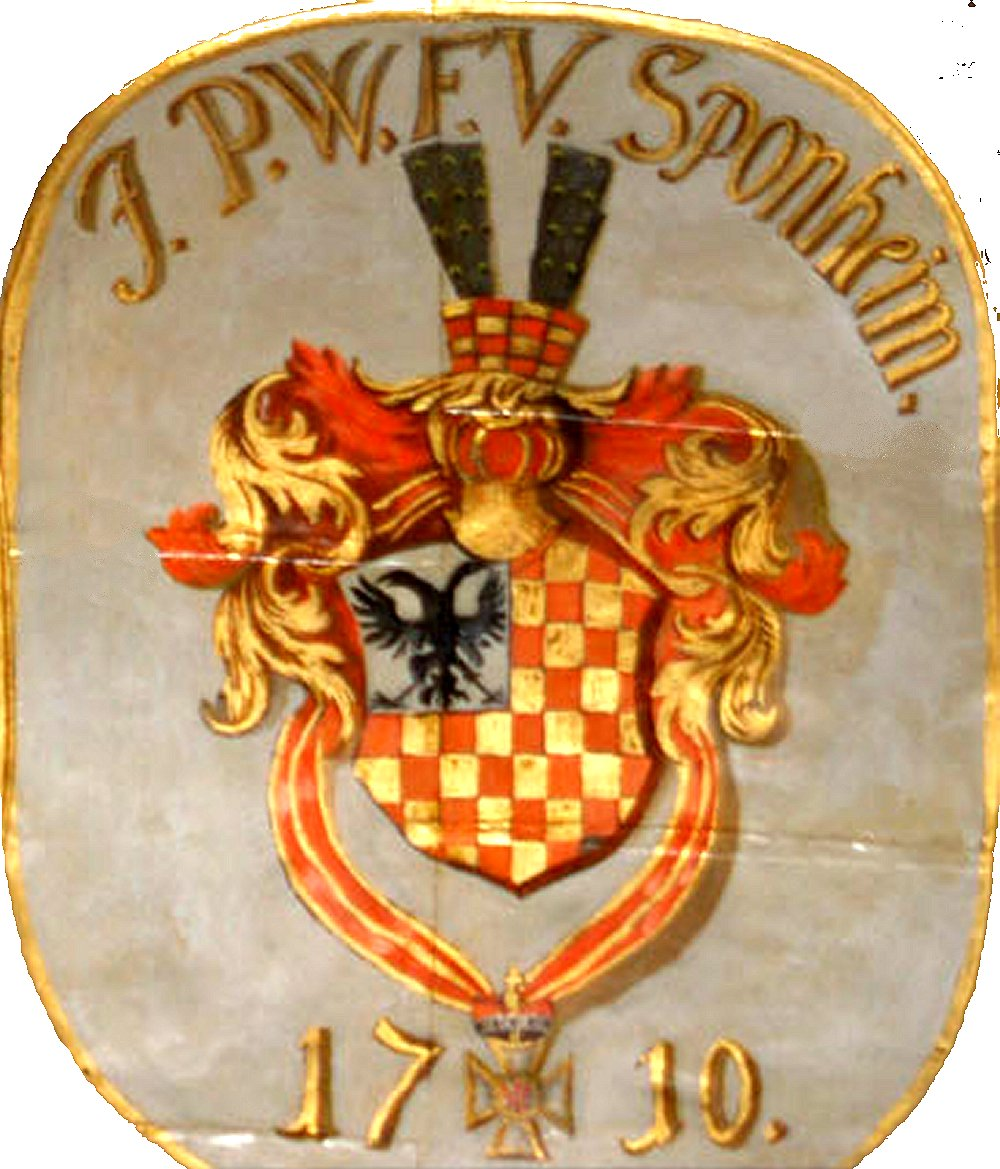
Wappentafel Johann Philipp Wolf von Sponheim, Ordenskirche St. Georgen, Bayreuth
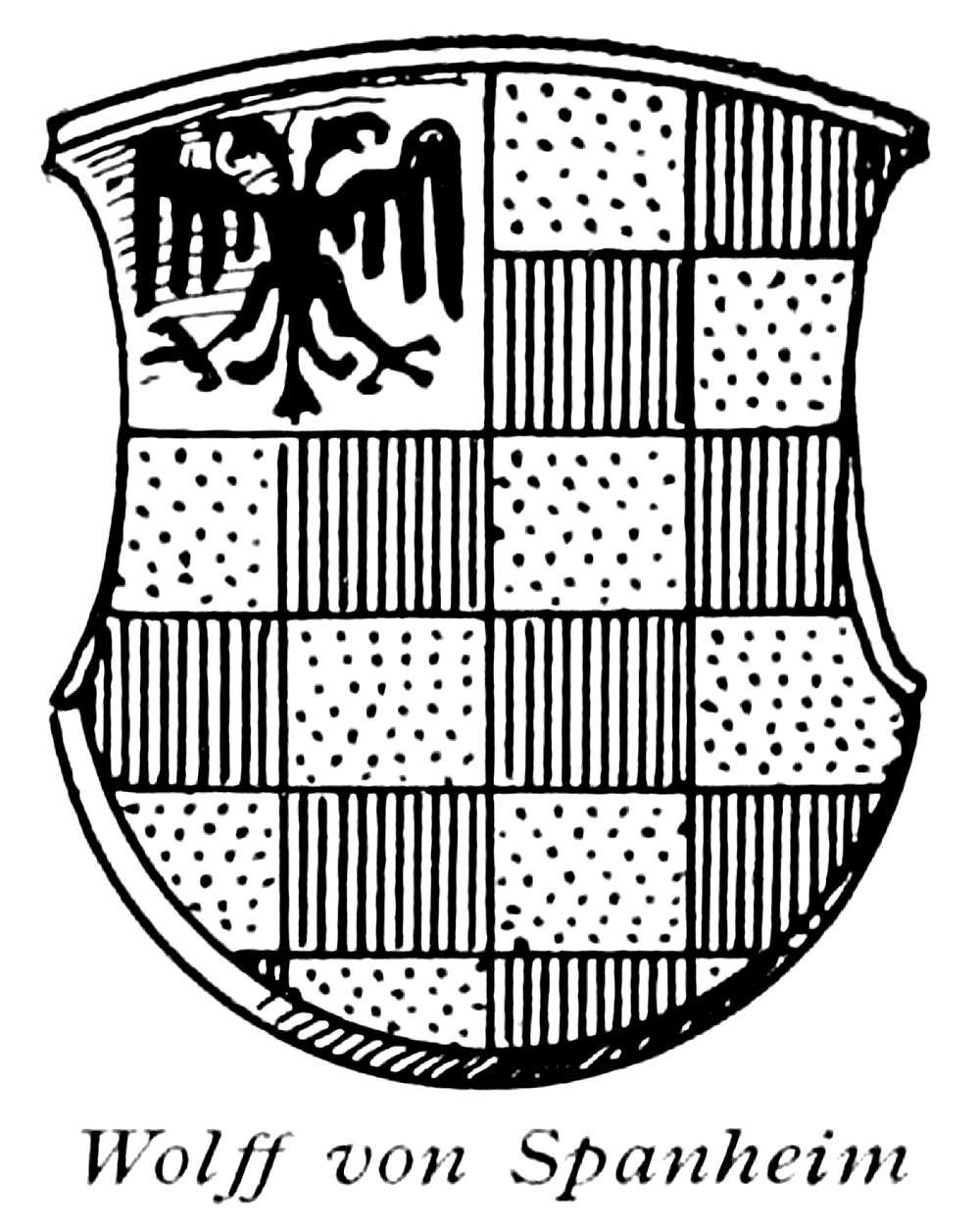
Wappen der Wolf von Sponheim

## Epitaphien
Es existieren noch einige Epitaphien, die Vertretern oder Nachkommen der Wolf von Sponheim gewidmet sind.

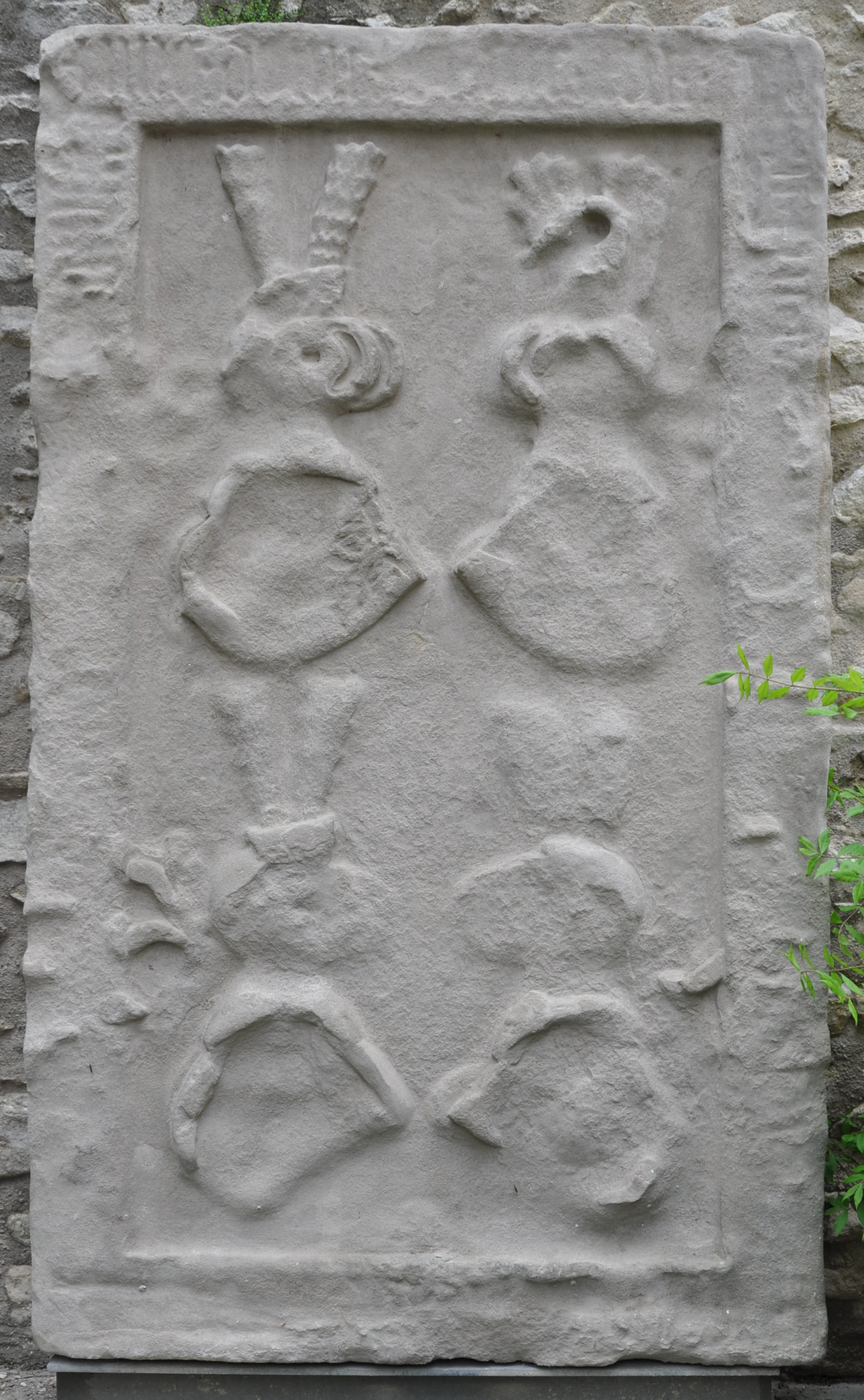
Grabmal der Agnes Waldbott von Bassenheim, Frau des Johann Wolf von Sponheim († 1496) in der Burgkirche zu Ingelheim. Das Wappen der Wolf von Spanheim oben links ist fast unkenntlich, lediglich der Doppeladler ist zu erahnen.
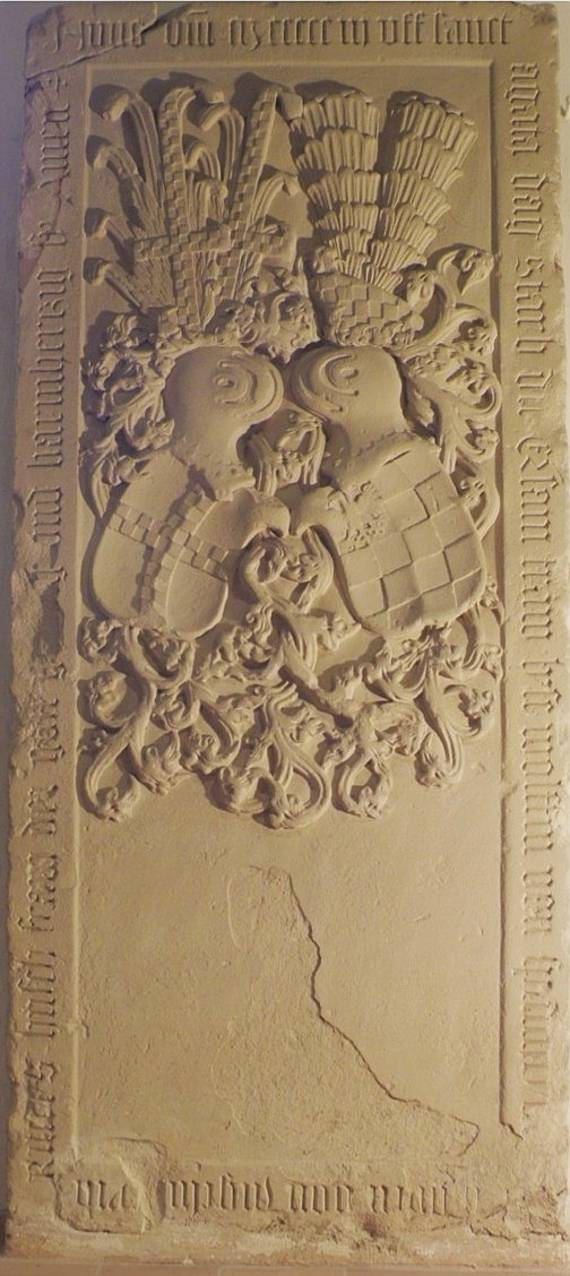
Epitaph der Elisabeth Wolf von Sponheim († 1503), Frau des Johann von Ingelheim in der Burgkirche zu Ingelheim
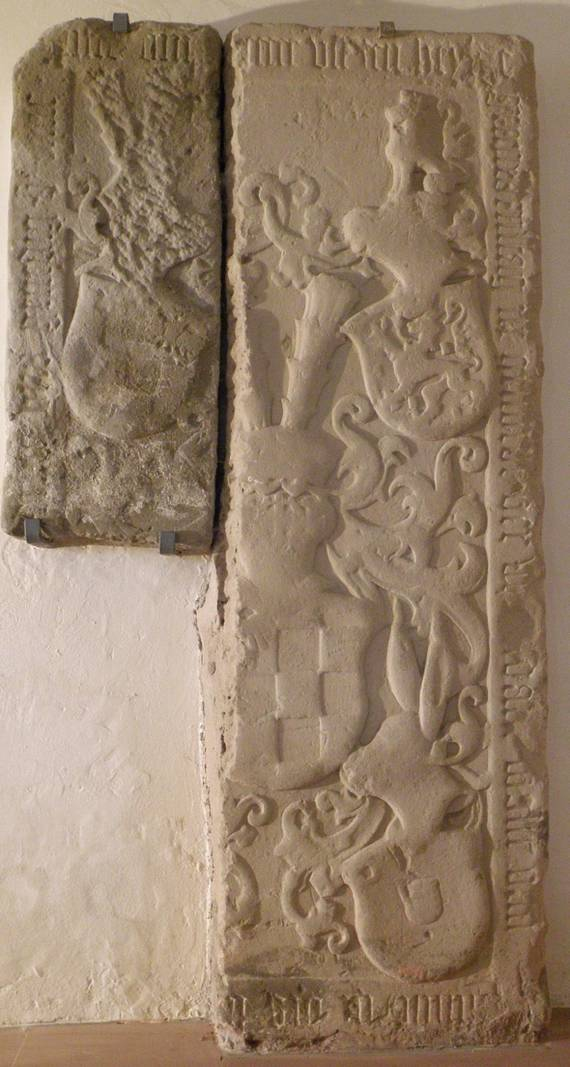
Epitaph des Adam Wolf von Sponheim († 1500), Vater von Elisabeth Wolf von Sponheim, in der Burgkirche zu Ingelheim
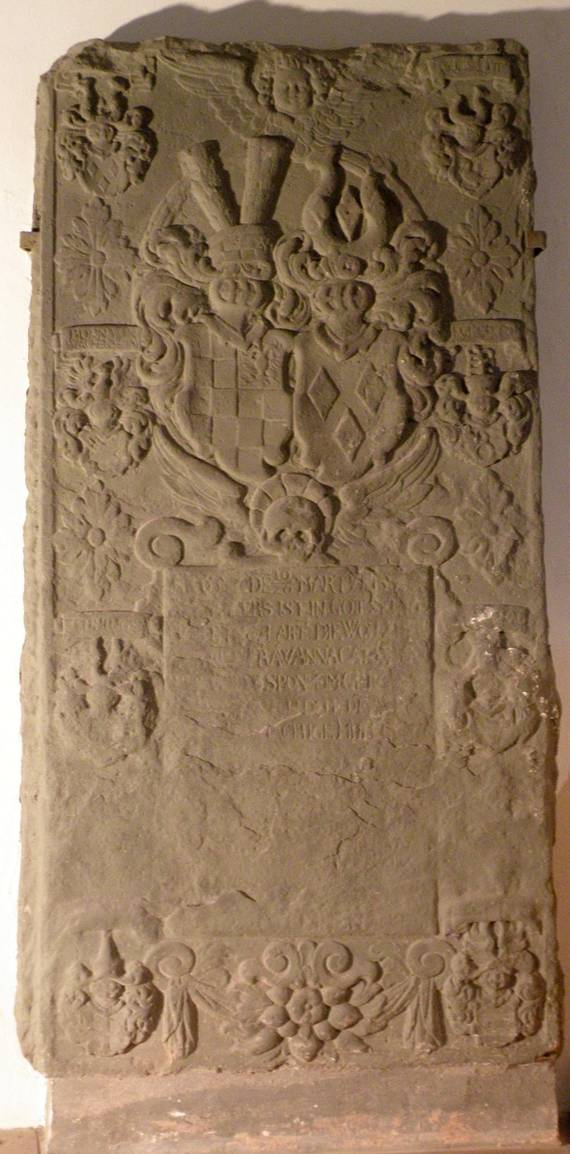
Epitaph der Anna Katharina Wolf von Sponheim geb. von Wallbrunn († 1652) in der Burgkirche zu Ingelheim
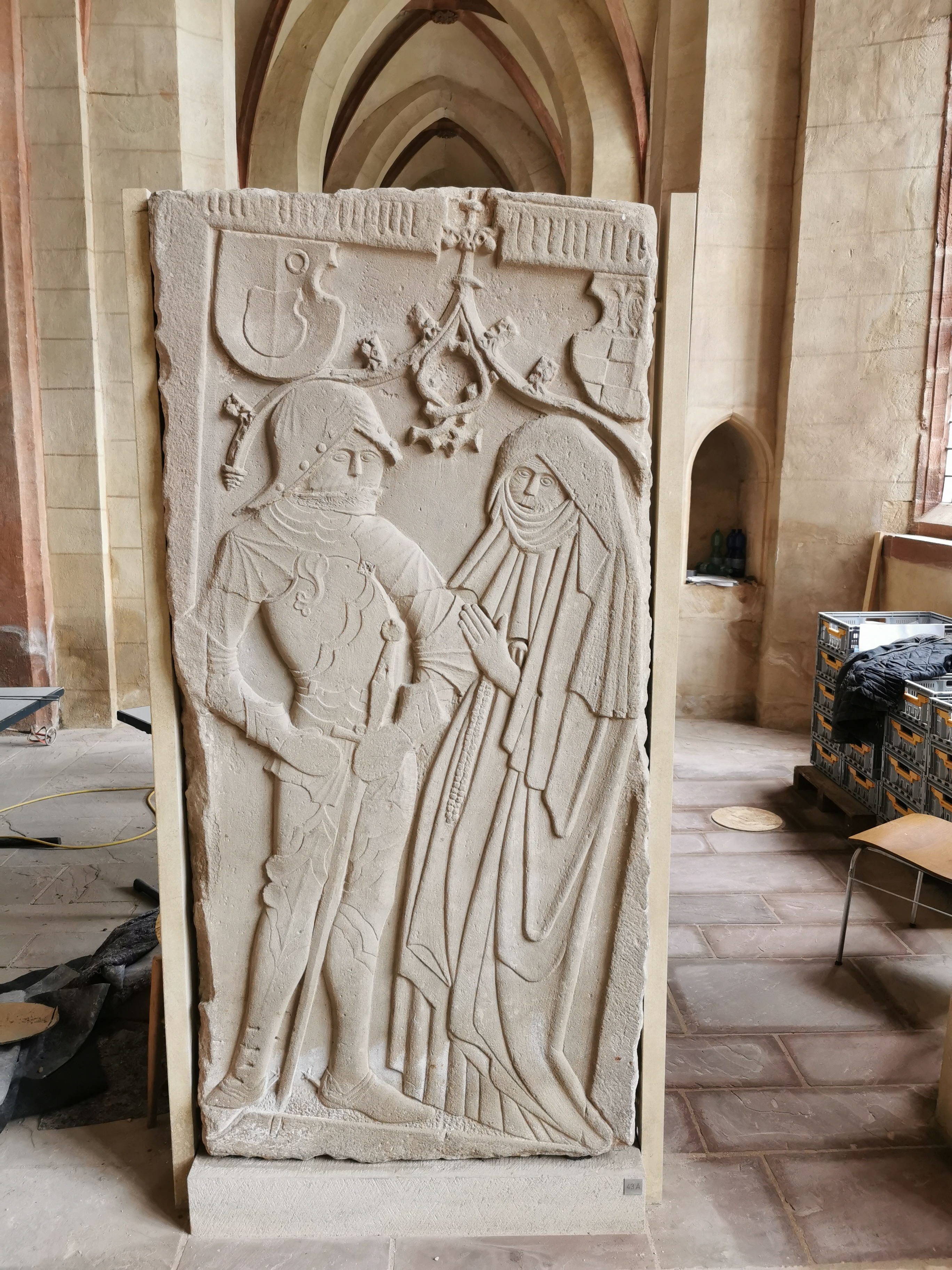
Epitaph des Kraft von Allendorf und seiner Frau Elisabeth Wolf von Sponheim in der Klosterkirche von Kloster Eberbach